# تعويذة الحامي
تعويذة الحامي (بالإنجليزية: Patronus Charm)‏ تعويذة في سلسلة هاري بوتر للمؤلفة البريطانية جيه كيه رولينغ، ظهرت للمرة الأولى في كتاب هاري بوتر وسجين أزكابان. تُستخدم تعويذة الحامي لإبعاد الدمنتورات عن طريق استدعاء حامي تاليها الذي يبعد عنه الدمنتورات ومخلوقات الظلام الأخرى. ا ستخدمت هذه التعويذة كطريقة تراسل سرية ومضمونة بين أفراد جماعة العنقاء في الكتاب السادس.

## الحامي
يعتمد ظهور الحامي على استعانة تالي التعويذة بأسعد ذكرياته في مواجهة الخطر، ويستمد قوته من قوة الذكرى. يعمل الحامي على طرد التهديدات التي يتعرض لها تالي التعويذة، خصوصاً الدمنتورات.

### أشكال الحامي المعروفة
| صاحب التعويذة    | الحامي     | ملاحظات |
| ---------------- | ---------- | --- |
| هاري بوتر        | وعل        | جيمس بوتر والد هاري كان قادراً على التحول إلى وعل                                                                  |
| ألباس دمبلدور    | عنقاء      | فوكس حيوان دمبلدور الأليف هو عنقاء                                                                                |
| تشو تشانغ        | بجعة       | |
| نيمفادورا تونكس  | مستذءب     | في كتاب هاري بوتر والأمير الخليط تغير حامي تونكس بسبب مشاعرها ناحية ريموس لوبين المستذءب. حاميها السابق غير معروف |
| لونا لوفجود      | أرنب       | |
| جيني ويزلي       | حصان       | |
| رون ويزلي        | كلب صيد    | |
| هيرمايوني جرينجر | ثعلب البحر | |
| شيموس فينجان     | ثعلب       | |

## إشارات
1. ↑  الأسئلة المتكررة على موقع رولنغ نسخة محفوظة 08 فبراير 2012 على موقع واي باك مشين. [وصلة مكسورة]